# Камыши-Хвощи
Камыши-Хвощи — упразднённый посёлок в Бессоновском районе Пензенской области России. На момент упразднения входил в состав Чемодановского сельсовета. В 2007 году включён в состав города Пенза и исключён из учётных данных.

## География
Посёлок располагался в центральной части области, в пределах западных склонов Приволжской возвышенности, в лесостепной зоне, на берегах реки  Сухая речка,  на расстоянии примерно 8 километров (по прямой) к юго-востоку от села Бессоновки, административного центра района.

### Климат
Климат характеризуется как умеренно континентальный, с жарким летом и холодной продолжительной зимой. Средняя температура воздуха самого холодного месяца (января) составляет −12 °C; самого тёплого месяца (июля) — 20 °C. Годовое количество атмосферных осадков составляет около 500 мм. Снежный покров держится в среднем в течение 148 дней в году.

## История
Возник в 1930-е годы как производственный посёлок на торфоразработках болота «Камыши-Хвощи» (откуда и название). Первоначально назывался пос. Торфоразработка «Камыши-Хвощи» В 1955 году числился бригадой колхоза имени Ленина.
В 2007 году в связи с тем, что посёлок фактически стал составной частью города Пензы и утратил свое наименование и статус самостоятельного населённого пункта, он был исключён из учётных данных.

## Население
| 1939 | 1959 | 1979 | 1989 | 1996 | 2002 |
| ---- | ---- | ---- | ---- | ---- | ---- |
| 90   | ↗121 | ↗162 | ↘81  | ↘79  | ↘77  |

### Национальный состав
Согласно результатам переписи 2002 года, в национальной структуре населения русские составляли 66 %, татары — 26 % из 77 чел..